# Cortodera aspromontana
Cortodera aspromontana là một loài bọ cánh cứng trong họ Cerambycidae.